# دوناتس موتیجوان
دوناتس موتیجوان (انگلیسی: Donatas Motiejūnas؛ زادهٔ ۲۰ سپتامبر ۱۹۹۰) یک بازیکن بسکتبال اهل لیتوانی است.
از باشگاه‌هایی که در آن بازی کرده‌است می‌توان به هیوستون راکتس اشاره کرد.